# Somerville (Nouvelle-Zélande)
Pour les articles homonymes, voir Somerville.
Somerville est une banlieue de l’est de la cité d’Auckland, située dans l'île du Nord de la Nouvelle-Zélande.

## Histoire
Avant 1990, le secteur était essentiellement rural.
Une importante zone fut achetée par Archibald Somerville en 1863, et ses descendants exploitèrent une ferme jusqu’à sa subdivision en 1988.
La plupart des maisons de Sommerville furent construites dans les années 1990.
Le développement de maisons résidentielles était en bonne voie en 1996.

## Démographie
Somerville avait une population de 4 473 habitants lors du recensement de 2018 en Nouvelle-Zélande, en augmentation de 144 personnes (soit 3,3 %) depuis le recensement de 2013 en Nouvelle-Zélande, et en diminution de 63 personnes (soit -1,4 %) depuis le recensement de 2006 en Nouvelle-Zélande.
Il y avait 1 392 logements.
On comptait 2 193 hommes et 2 280 femmes, donnant un sexe-ratio de 0,96 homme pour une femme.
L’âge médian était de 41,5 ans avec 795 personnes (soit 17,8 %) âgées de moins de 15 ans, 810 personnes (soit 18,1 %) âgées de 15 à 29 ans, 2 133 personnes (soit 47,7 %) âgées de 30 à 64, et 729 personnes (soit 16,3 %) âgées de 65 ans ou plus.
Les ethnicités étaient pour 47,1 % européens/Pākehā, 3,5 % Māori, 2,4 % peuples du Pacifique, 49,3 % originaires d’Asie, et 2,7 % d’autres ethnicités (le total peut faire plus de 100 %  dès lors qu’une personne peut s’identifier de multiples ethnicités en fonction de ses ascendants).
La proportion de personnes nées outre-mer était de 56,5 %, comparée avec les 27,1 % au niveau national.
Bien que certaines personnes objectent à donner leur religion, 49,8 % disent n’avoir aucune religion, 34,5 % étaient chrétiens, 3,7 % étaient hindouhistes, 1,4 % étaient musulmans, 4,2 % étaient  bouddhistes et 1,9 % avaient une autre religion.
Parmi ceux de plus de 15 ans d’âge, 1 170 personnes (soit 31,8 %) avaient une  licence ou un niveau supérieur et 423 personnes (soit 11,5 %) n’avaient aucune qualification formelle.
Le revenu médian était de 32,400 $.
Le statut d’emploi de ceux de plus de 15 ans était pour 1,728 personnes (soit 47,0 %) un emploi à plein temps, pour 477 personnes (soit 13,0 %) un emploi à temps partiel et 138 personnes (soit 3,8 %) étaient sans emploi .

## Éducation
- Le collège d’Howick (en) est une école secondaire (allant de l’année 9 à 13) avec un effectif de 2 137 élèves[5] . Il a ouvert en 1974[6].

- La Somerville Intermediate School (en) est une école intermédiaire (allant de l’année 7 à 8) avec un effectif de 971 élèves [7]. L’école a ouvert en 1997[4].

Les deux écoles sont mixtes. L’effectif sont ceux de 2020.